# Wielka Lipa
Wielka Lipa (niem. Groß Leipe) – wieś w Polsce, w województwie dolnośląskim, w powiecie trzebnickim, w gminie Oborniki Śląskie.

## Podział administracyjny
W latach 1975–1998 miejscowość administracyjnie należała do województwa wrocławskiego.

## Historia
Pierwszy raz miejscowość wzmiankowano 19 czerwca 1453.
Właściciele wsi chronologicznie:
- Paschke Heinichowitz Parchin
- von Pannewitz
- von Knobelstdorf
- Johann Daniel von Kotulinsky (1765 r.)
- Friedrich Ehrenreich von Diebitsch (1784 r.)
- Julius Wenzel Rudolph von Prittwitz und Solms (1791 r.)
- Sigismund von Ramin (1793 r.)
- Mathias Riedel von Löwenstern (1806 r.)
- Gottlob Matschke (1818 r.)
- Johann Friedrich Wolf von Dallwitz (1838 r.)
- Alfred von Waldenburg-Würben (1899 r.)

W 1807 r. we wsi powstała droga francuska wybudowana przez wojsko napoleońskie w celu wzmocnienia trasy zaopatrzeniowej na wschód.
W 1945 r. wieś weszła w skład Polski. Jej dotychczasowych mieszkańców wysiedlono do Niemiec.
W czasach powojennych mieszkańcy Wielkiej Lipy wsławili się wychodząc na pochód pierwszomajowy z transparentem PZPR - Wielka Lipa. Uczestnicy zajścia byli aresztowani do czasu rozpoczęcia żniw. Podobno mieli też wieloletni zakaz brania udziału w pochodach pierwszomajowych.

## Zabytki
Do wojewódzkiego rejestru zabytków wpisany jest:
- zespół pałacowy, neogotycki z 1899 r. - z drugiej połowy XIX w.:
  - pałac Elsenburg, wzniesiony dla rodziny von Waldenburg-Würben; znacjonalizowany w 1945 r., obecnie własność prywatna
  - park

inne zabytki:
- kościół neogotycki z połowy XIX w., do 1945 r. ewangelicki
- folwark.

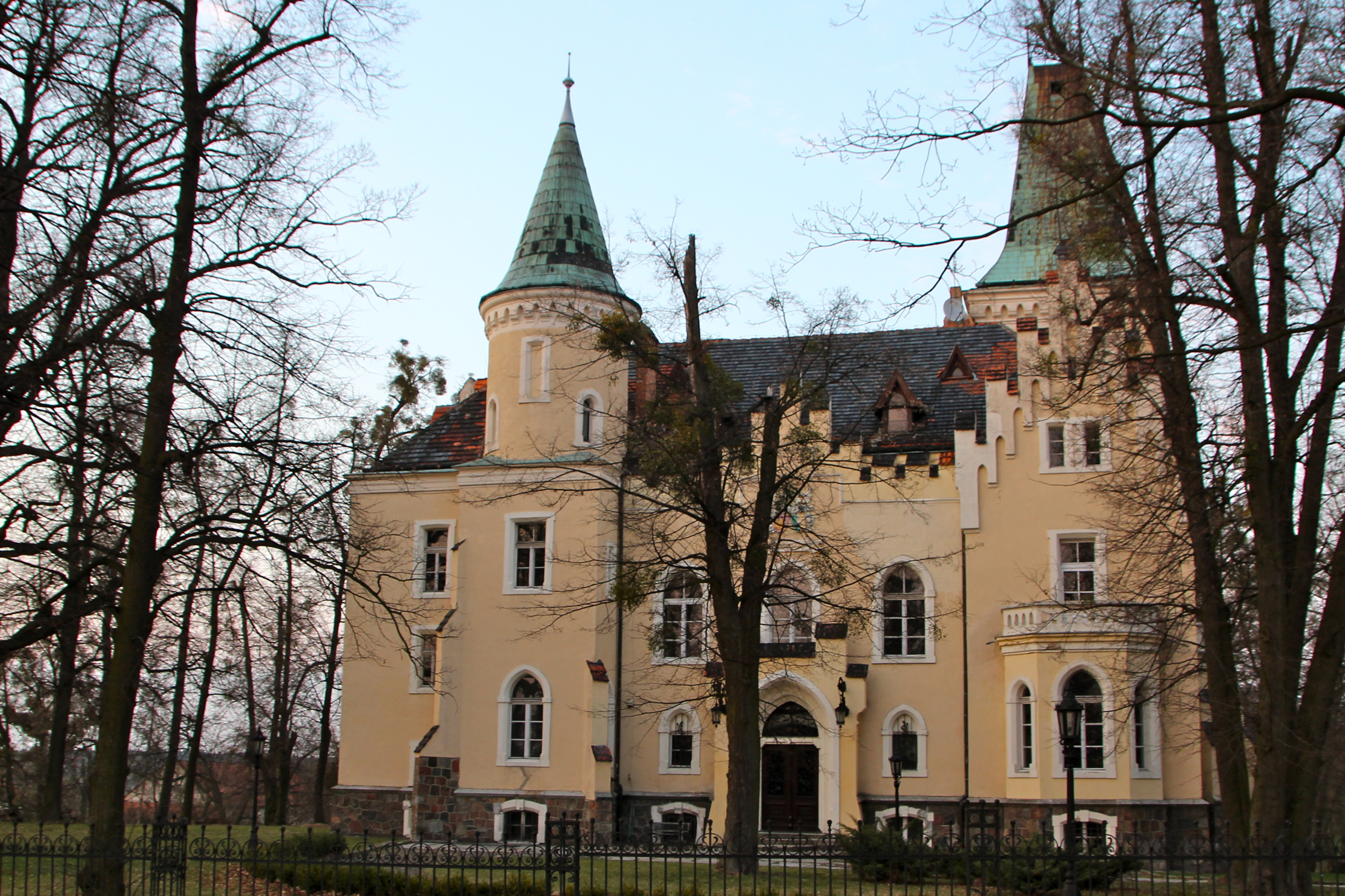
Pałac w Wielkiej Lipie (2012)
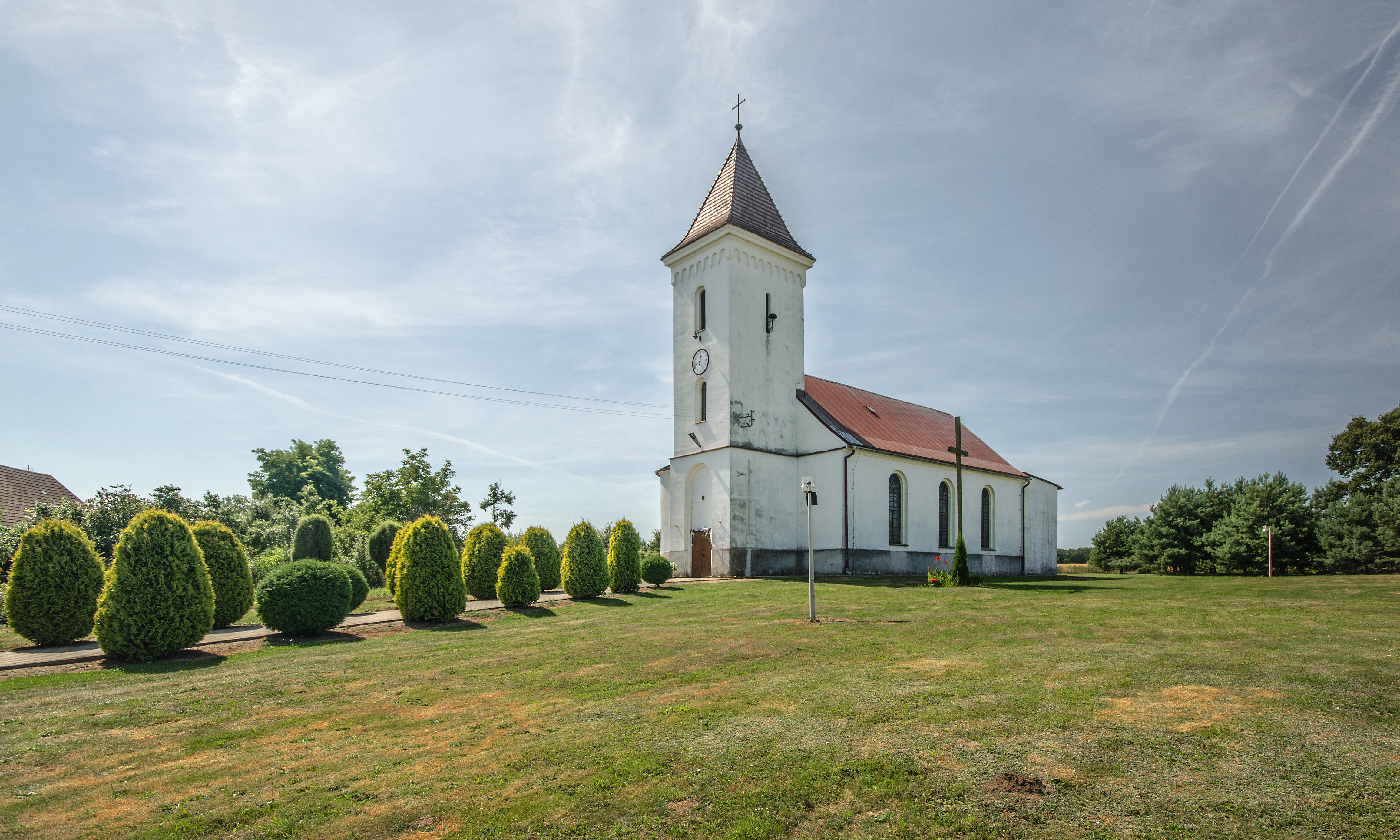
Kościół MB Częstochowskiej

## Znane osoby związane z miejscowością
- hr. Hans Karl Friedrich Anton von Diebitsch - ur. 13 maja 1785 we wsi, późniejszy feldmarszałek rosyjski Iwan Dybicz Zabałkański